# Kamil Małecki
Kamil Małecki (Bytów, 2 januari 1996) is een Pools wielrenner die anno 2023 rijdt voor Q36.5 Pro Cycling Team.

## Carrière
In 2014 werd Małecki tweede op het Pools kampioenschap op de weg voor junioren, achter Kamil Zawistowski.
In 2015, zijn eerste seizoen als prof, reed Małecki onder meer de Rund um Köln en de Ronde van het Münsterland. In beide wedstrijden haalde hij de finish niet. Een seizoen later werd hij onder meer achtste in de proloog van de Carpathian Couriers Race. Hij beëindigde zijn seizoen met de Ronde van Hainan, waar hij vijfde werd in het bergklassement.
In 2017 won Małecki de tweede etappe van de Carpathian Couriers Race. In het eindklassement werd hij tweede. Later dat jaar won hij het jongerenklassement van de Ronde van Mazovië.

## Overwinningen
2017
2e etappe Carpathian Couriers Race
Jongerenklassement Ronde van Mazovië
2018
Grand Prix Doliny Baryczy Milicz
2019
1e etappe deel B CCC Tour-Grody Piastowskie
Eindklassement CCC Tour-Grody Piastowskie
4e etappe Bałtyk-Karkonosze-Tour
Eindklassement Bałtyk-Karkonosze-Tour

## Resultaten in voornaamste wedstrijden
| Jaar | Ronde van Italië | Ronde van Frankrijk | Ronde van Spanje |
| ---- | ---------------- | ------------------- | ---------------- |
| 2020 | 68e              |                     |                  |
| 2021 |                  |                     |                  |
| 2022 |                  |                     | 125e             |
| 2023 |                  |                     |                  |
| 2024 |                  |                     |                  |
| 2025 |                  |                     |                  |

| Jaar | Gent-Wevelgem | Ronde van Vlaanderen | Parijs-Roubaix | Amstel Gold Race | Ronde van Lombardije | Parijs-Tours |  | WK op de weg |
| ---- | ------------- | -------------------- | -------------- | ---------------- | -------------------- | ------------ |  | ------------ |
| 2020 |               |                      |                |                  | 67e                  |              |  | opgave       |
| 2021 |               |                      |                |                  |                      | 32e          |  |              |
| 2022 |               |                      |                |                  | 105e                 |              |  |              |
| 2023 |               | opgave               |                | opgave           | opgave               |              |  |              |
| 2024 | 31e           | 14e                  | 18e            |                  |                      |              |  |              |
| 2025 | opgave        |                      |                |                  |                      |              |  |              |

## Ploegen
- 2015 –  CCC Sprandi Polkowice
- 2016 –  CCC Sprandi Polkowice
- 2017 –  CCC Sprandi Polkowice
- 2018 –  CCC Sprandi Polkowice
- 2019 –  CCC Development Team
- 2020 –  CCC Team
- 2021 –  Lotto Soudal
- 2022 −  Lotto Soudal
- 2023 –  Q36.5 Pro Cycling Team
- 2024 –  Q36.5 Pro Cycling Team
- 2025 –  Q36.5 Pro Cycling Team

Banaszek · Brożyna · Černý · Großschartner · Hirt · Honkisz · Kaczmarek · Kiendyś · Kurek · Latoń · Małecki · Marycz · Matysiak · Michajlov · Mrożek · Owsian · Paluta · de la Parte · Paterski · Pluciński · Ponzi · Rebellin · Samojlaw · Stępniak · Stosz · Szmyd · Taciak
Banaszek · Białobłocki · Brożyna · Großschartner · Hirt · Kaczmarek · Koch · Kurek · Małecki · Michajlov · Mrożek · Owsian · Paluta · Paterski · Pluciński · Ponzi · Samojlaw · Schlegel · Sisr · Stosz · Taciak · Tratnik
Antunes · Banaszek · Bernas · Brożyna · Cieślik · Franczak · Gradek · Koch · Kump · Kurek · Małecki · Owsian · Paluta · Pluciński · Sajnok · Schlegel · Sisr · Stosz · Taciak · Tratnik
Barta · Bevin · Černý · De la Parte · De Marchi · Geschke · Gradek · Hirt · Koch · Kotsjetkov · Mareczko · Masnada · Małecki · Paluta · Pauwels · Rosskopf · Sajnok · Schär · Trentin · Valter · Van Avermaet  · Van Hoecke · Van Hooydonck · Van Keirsbulck · Ventoso · Wiśniowski · Zakarin · Zimmermann
Conca · Cras · De Buyst · De Gendt · Degenkolb · Ewan · Frison · Gilbert · Goossens · Grignard · Holmes · Kluge · Kron · Małecki · Marczyński · Moniquet · Oldani · Sweeny · Thijssen · Van der Sande · Van Gils · Van Moer · Vanhoucke · Vermeersch · Verschaeve · Vervloesem · Wellens
Barbero (vanaf 1/5) · Beullens · Campenaerts · Conca · Cras · De Buyst · De Gendt · De Lie · Drizners · Ewan · Frison · Gilbert · Grignard · Holmes · Janse van Rensburg (vanaf 1/5) · Kluge · Kron · Małecki · Moniquet · Schwarzmann · Selig · Sweeny · Van Gils · Van Moer · Vanhoucke · Vermeersch · Verschaeve · Vervloesem · Wellens
Abreha · Badilatti · Bauer · Brambilla · Calzoni · Camprubi · Christen · Colombo · Conca · Davis · Devriendt · Donovan · Fedeli · Hagen · Howson · Ludvigsson · Małecki · Monk · Moschetti · Parisini · Puppio · Rosskopf · Sajnok · Zukowsky · Novák (stagiair)
Abreha · Azparren · Badilatti · Brambilla · Calzoni · Camprubi · Christen · Colombo (vanaf 1/8) · Conca · de la Cruz · Devriendt · Donovan · Fancellu · Frison · Hagen · Howson · Ludvigsson · Małecki · Monk · Moschetti · Nizzolo · Parisini · Rosskopf · Sajnok · Steimle · Townsend · Whelan · Zukowsky · Krijnsen (stagiair) · Sommer (stagiair)